# Canon EOS 550D

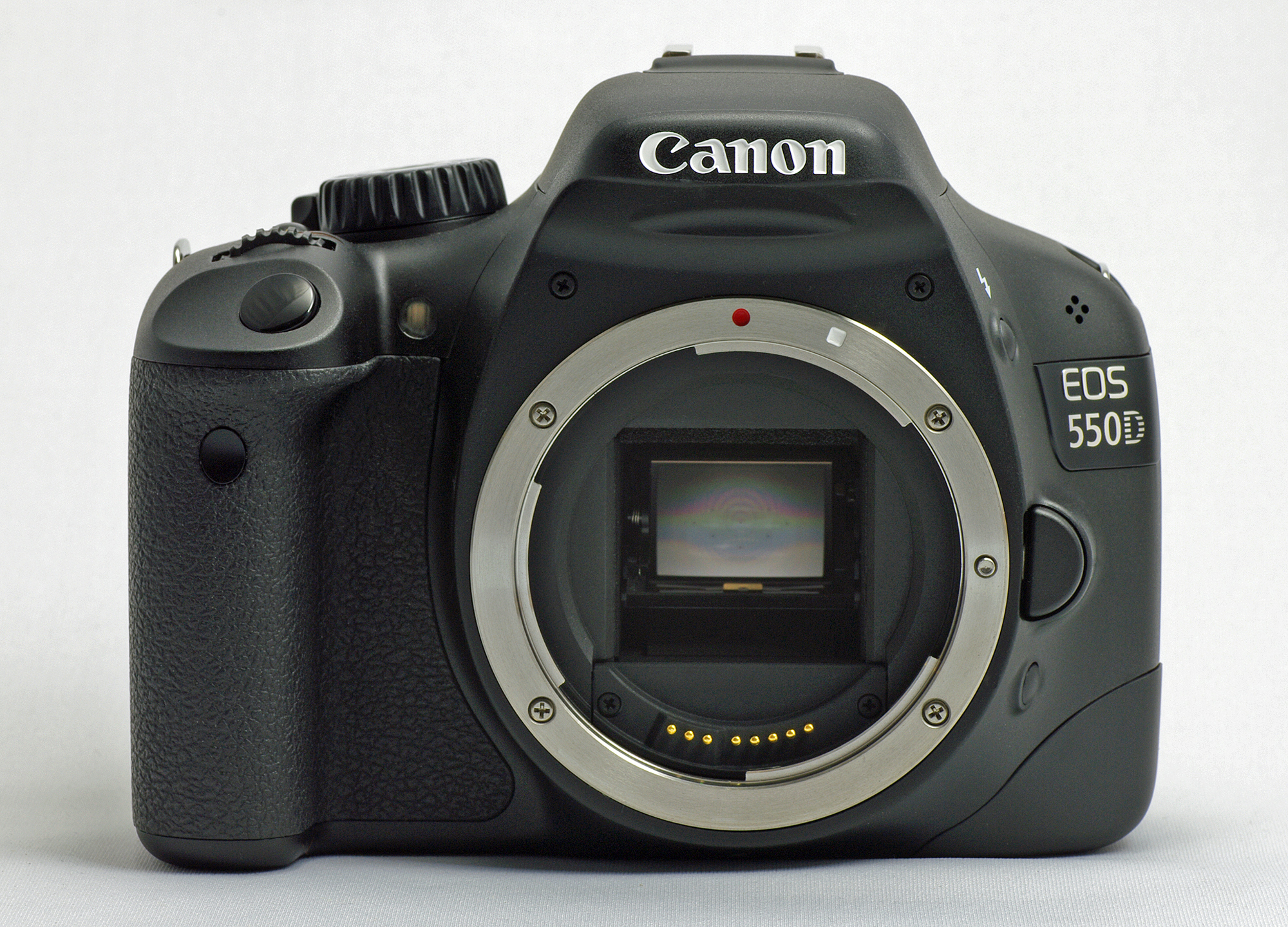
Canon EOS 550D

La Canon EOS 550D és una càmera rèflex digital de 18.0 megapíxels, anunciada per Canon el 8 de febrer de 2010. Està disponible des del 24 de febrer de 2010, i des de principis de març del mateix any als Estats Units. És coneguda com a EOS Kiss X4 al Japó, i com a EOS Rebel T2i als Estats Units. Continua la línia de les càmeres DSLR (de l'anglès, digital single-lens reflex camera) de Canon, sent la successora de l'anterior EOS 500D. Actualment, ha estat substituïda per la EOS 600D (Kiss X5/Rebel T3i), però seguia al mercat a data de juny del 2012.

## Característiques
Les característiques més destacades d'aquesta càmera són les següents:
- Sensor CMOS de 18.0 megapíxels efectius
- Gravació de vídeo 1080p HD amb control manual a 24p i 25p
- Gravació de vídeo 720p HD amb control manual a 50p
- Gravació de vídeo 480p amb control manual a 50p
- Entrada jack de 3.5mm per micròfons externs o gravadors
- Selecció de vídeo PAL o NTSC
- Processador d'imatge DIGIC 4
- Conversió de senyal analògic a senyal digital de 14 bits
- Pantalla de cristall líquid (LCD) de 3"
- Mode de visualització en directe
- Flaix integrat
- Enfocament automàtic seleccionable de nou punts
- Quatre modes de mesurament mitjançant 63 zones: spot (puntual), partial (parcial), center-weighted average (ponderada al centre), i evaluative *metering (mesurament avaluatiu)
- Prioritat de tons elevats
- Sistema EOS de neteja integrat
- Micròfon intern de so monoaural
- Espais de color SRGB i Adobe RGB
- ISO 100-6.400, ampliable a 12.800
- Emmagatzematge de fitxers mitjançant tres tipus de targeta de memòria: Targeta Secure Digital, SDHC, i SDXC
- Creació simultània d'imatges RAW i JPEG
- Sortides USB 2.0 i HDMI
- Bateria LP-E8
- Pes aproximat de 530g incloent bateria I targeta[2]

## Programari inclòs
La Canon 550D es venia amb el següent programari de processament d'imatge i operació de càmera: "ZoomBrowser EX" / "ImageBrowser Image Processing", "Digital Photo Professional", "PhotoStitch", "EOS Utility", i "Picture Style Editor".

## Accessoris opcionals
- Tots els tipus d'objectiu EF i EF-S
- Macro Ring Lite MR-14EX
- Macro twin lite MT-24EX
- Objectius de diòptria adjustable E-series
- Visor en angle
- Funda semirígida EH19L
- Cable d'interfície IFC-200U/500U
- Original Data Security Kit OSK-E3
- Canon EX-series Speedlites i ST-E2
- Kit adaptador per bateries AC (AC Adapter CA-PS700 & DC Coupler - DR-E8)
- Grip per bateries BG-E8
- Battery Magazine BGME8A/L
- Extensor d'ocular EPEX15II
- Cable HDMI HTC-100
- Botó de control remot RS-60E3
- Comandament de control remot "wireless" RC-6

## Actualitzacions de firmware
El juliol de 2010 Canon va llançar al mercat el microprogramari 1.0.8, que arregla l'error en que l'obertura ajustable varia sola mentre es fa servir la càmera per filmar en el mode d'exposició manual. L'error tenia lloc quan es feien servir alguns tipus d'objectiu de Canon (com ara objectius macro). El 25 de desembre de 2010, Canon va oferir la versió 1.0.9 que arreglaria els salts de tonalitat en algunes imatges, depenent de l'escena fotografiada, especialment quan es fotografiava amb la funció automàtica d'optimització de la il·luminació.

## Firmware no oficial
Magic Lantern és un firmware gratuït que es pot afegir a les càmeres DSLR i que aporta un gran nombre de millores per vídeo i fotografia sense substituir el microprogramari original de la càmera.